# Predicador itinerante
Un predicador itinerante (también conocido como ministro itinerante o evangelizador itinerante) es una persona que predica un mensaje religioso a diferentes grupos de personas mientras viaja en un período de tiempo relativamente corto.

## Historia en el cristianismo
A principios del siglo I, figuras del Nuevo Testamento tales como Juan el Bautista y Pablo de Tarso eran conocidos por viajar extensamente y predicar el Evangelio entre los pueblos del Medio Oriente y Europa, aunque a menudo permanecían en determinados lugares por períodos más largos que los predicadores itinerantes modernos.
A partir del siglo XVIII, los metodistas fueron conocidos por enviar predicadores itinerantes conocidos como pastores itinerantes para difundir su mensaje.